# Tarjei Vesaas
Tarjei Vesaas (ur. 20 sierpnia 1897 w Vinje, prowincja Telemark, zm. 15 marca 1970 w Oslo) – norweski powieściopisarz, poeta i dramaturg. W swojej ojczyźnie jest zaliczany do jednego z najważniejszych autorów XX wieku. Był wielokrotnie nominowany do literackiej nagrody Nobla (w latach: 1946 oraz 1950–1970), której jednak nigdy nie zdobył. Ponadto jest również uważany za klasyka literatury języka nynorsk (odmiana języka norweskiego).
Jego utwory są krótkie i oszczędne w formie, często osadzone w wiejskim krajobrazie, któremu niejednokrotnie towarzyszy surowa skandynawska przyroda. Postacie są prostymi ludźmi, którzy zmagają się z problemami śmierci, lęku, poczucia winy i innymi trudnymi emocjami. Vesaas tworzył w prostych słowach głębokie portrety psychologiczne, co również zostało dostrzeżone przez krytyków.

## Życiorys

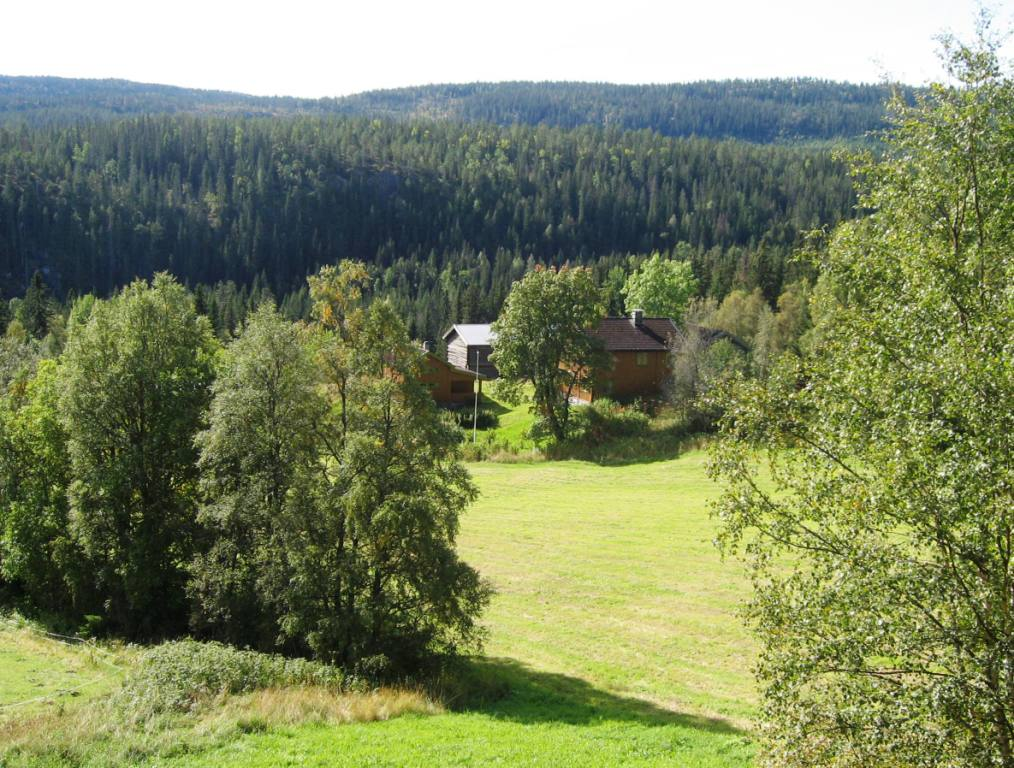
Midtbø w Vinje, dom Tarjei Vesaasa

Tarjei Vesaas dorastał w gospodarstwie rolnym w regionie Telemark. Po ukończeniu szkoły i wielomiesięcznej nauce na uniwersytecie ludowym w Voss przeprowadził się w 1918 r. do Oslo, gdzie mieszkał do 1919 r. Tam bardzo zainteresował się teatrem. W latach 1925–1933 wiele podróżował po Europie odwiedzając m.in. Paryż, Londyn i Monachium. Przez całe życie Vesaas miał poczucie winy, wynikające z faktu, że wbrew woli ojca nie przejął rodzinnego gospodarstwa; odwołania do tego faktu można znaleźć w powieści Det store spelet (Wielka gra). Stopniowo izolował się od społeczeństwa, nawet wtedy, gdy mieszkał w gęsto zaludnionych europejskich metropoliach, których obrazy zarówno go fascynowały, jak i przerażały. Vesaas dużo czytał, przede wszystkim dzieła Rudyarda Kiplinga, Knuta Hamsuna oraz Selmy Lagerlöf, później również dzieła innych europejskich autorów nurtu modernistycznego. W 1934 r. poślubił poetkę Halldis Moren, a potem zamieszkał z nią w gospodarstwie Midtbø w swojej rodzinnej miejscowości w Vinje, gdzie żył aż do śmierci.

### Wczesne pisarstwo
W pierwszych dziełach Tarjei Vesaasa, które zaczęły pojawiać się w 1923 r., odnajdujemy przede wszystkim cechy romantyczno-liryczne. Przełom nastąpił wraz z powstaniem znacznie bardziej realistycznej i pełnej napięć powieści Dei svarte hestane (Czarne konie), która została wydana w 1928 r.; doczekała się ona ekranizacji w 1951 r.
Pierwsza wojna światowa wywarła wielkie wrażenie na młodym Vesaasie. Jednym z najczęściej powracających motywów jego pierwszych dzieł są nadchodzące niebezpieczeństwo oraz ciągłe zagrożenie radości życia. Przedstawienie teatralne Ultimatum (napisane w 1932 r., wystawione po raz pierwszy w 1934 r.), na które wpływ miał niemiecki ekspresjonizm, traktuje o zachowaniach młodych ludzi oczekujących katastrofalnego w skutkach wybuchu wojny. Rodzajem pozytywnej przeciwwagi dla tych trudnych tematów są pojawiające się we wczesnej twórczości Vesaasa dzieci, zwierzęta oraz różne elementy przyrody, które jednak nigdy nie są nacechowane idyllicznie.
Jesienią 1940 r. ukazuje się jak dotąd najważniejsze dzieło Vesaasa – Kimen (Nocne czuwanie, dosłownie: ‘zarazek, bakteria’, ale też: 'zalążek, zarodek, punkt wyjścia’), zekranizowane w 1974 r. Po tym, jak na małej wyspie zostaje dokonana zbrodnia, społeczność chłopska organizuje polowanie na niezrównoważonego psychicznie sprawcę, który w końcu sam zostaje zamordowany. Mieszkańcy wyspy, którzy popadli w masową histerię i pałają żądzą zemsty, próbują ostatecznie, każdy na swój sposób, usprawiedliwić swoje sumienie. Powieść żyje swoimi sugestywnymi, nastrojowymi obrazami, daje się w niej rozpoznać wpływ techniki alegorycznej, którą Vesaas po wojnie opanował po mistrzowsku. Przykładem tego są niebezpieczne wydarzenia przedstawione w powieści Huset i mørkret (Dom w ciemności) z roku 1945, które w sposób dość odważny symbolizują niemiecką okupację Norwegii.

### Powieści po roku 1945
Po drugiej wojnie światowej Vesaas rozwinął pewien styl, który krytyk Øystein Rottem określił jako „modernizm o humanistycznym obliczu”. Książki Vesaasa opisują procesy wyobcowania, samotności oraz poczucie nierzeczywistości i wcale nie potrzebują do tego kulis życia wielkich miast. W jego twórczości prawie zawsze jednak znaleźć można jakiś element budujący, choć czasami jest on tylko lekko wyczuwalny. Na przykład skłonność do dekonstrukcji samego siebie, którą można zaobserwować u wielu bohaterów, ukazana jest w sposób kontrastowy na tle witalności, chęci życia. Ponadto w wielu dziełach zawarty jest jakiś pierwiastek nadziei.
Opublikowana w 1946 r. powieść Bleikeplassen (Bladość) zawiera wiele elementów typowych dla powojennych dzieł Vesaasa: minimum akcji zewnętrznej, po mistrzowsku przedstawiony wgląd wewnątrz siebie, ostrożnie zintegrowany symbolizm oraz język sprawiający wrażenie trochę lirycznego. Protagonista Johan Tander oddala się od swojej żony, by być bliżej młodej dziewczyny, która jednak utrzymuje kontakty z pewnym znienawidzonym przez Tandera mężczyzną. Żona Tandera, próbując ratować swoje małżeństwo (oraz swojego męża), zapisuje pewnego dnia na murze zdanie: „Johan Tander nikogo nie obchodzi”. Doprowadza to jednak tylko do powstania u Tandera kolejnego poczucia niepewności i otwartej nienawiści do samego siebie. Stopniowo jednak mężczyzna pojmuje, choć może się to okazać za późno, że działanie jego żony wynikało z troski o niego.
Przepełniona strachem atmosfera po zbombardowaniu Hiroszimy wzbudziła w Vesaasie refleksje, które zawarł on w przypowieści alegorycznej Signalet (Sygnał) z 1950 r. Grupa podróżnych oczekuje na dworcu na sygnał do odjazdu pociągu, który jednak nie następuje. Nikt nie zna przyczyn opóźnienia. Sytuacja oczekiwania bardzo mocno naładowanego elementami egzystencjalnymi bardzo przypomina styl Samuela Becketta, przede wszystkim jego klasyczne dzieło Czekając na Godota, które jednak ukazało się 2 lata po powieści Vesaasa.
Z 1954 r. pochodzi Vårnatt (Wiosenna noc), sfilmowana w 1976 r. Jarosław Iwaszkiewicz scharakteryzował tę powieść następująco: „Kiedy czytałem cudowną powieść norweską Tarjei Vesaasa «Wiosenna noc», bezustannie brzmiała mi pieśń Schumanna w uszach i cały byłem pogrążony w tej romantycznej muzyce. Bo niech się co chce mówi o Vesaasie – i to, że jest tak bliski pisarzom amerykańskim, i że niedaleko od niego i do Faulknera, i Knuta Hamsuna – a jednak jest to romantyk całą gębą i tak bardzo twórczy w kreowaniu tajemniczych, nie dopowiedzianych i pięknych nastrojów, malowaniu takich pejzaży jak ten Caspara Davida Friedricha, na którym dwaj przyjaciele patrzą na wschodzący księżyc. Akurat w tej powieści nie ma wschodzącego księżyca – a jest ten sam nastrój, ta sama poezja i ta sama niewytłumaczalna, zagęszczona i wonna wiosenna mgła, co u romantycznego malarza”.
Najbardziej znaną powieścią Tarjei Vesaasa jest jednak Fuglane (Ptaki) z roku 1957. Głównym bohaterem powieści jest Mattis – mężczyzna, który zachował dziecięcą naiwność, ale przez otoczenie postrzegany jest za chorego umysłowo, co powoduje, że jest przez nie wyszydzany. Żyje z dala od reszty społeczeństwa wraz ze swoją siostrą Hege. Pewnego dnia w gospodarstwie rodzeństwa pojawia się obcy mężczyzna o imieniu Jørgen, który stopniowo zakochuje się w Hege. Mattis czuje się coraz bardziej opuszczony przez siostrę.
Po tym, jak pewnego razu młody myśliwy zabija słonkę – jest to szczególnie ulubiony przez Mattisa gatunek ptaków – mężczyzna intuicyjnie wyczuwa czekającą go śmierć. Scena ta jest symboliczną zapowiedzią tragicznego końca. W cichej, rozumiejącej fenomeny przyrody postaci Mattisa odkryć można wiele podobieństw do autora powieści. Sam Vesaas potwierdził kiedyś w jednym z wywiadów, że chciał tą postacią naświetlić „sytuację artysty” oraz stworzyć swój autoportret, zachowując pewne ograniczenia. W 1967 dokonano w Polsce udanej ekranizacji tej powieści pod tytułem Żywot Mateusza.
Kolejną powieścią Vesaasa przeniesioną na ekran był ukończony w 1963 r. Is-slottet (Pałac lodowy). Opowiada on o dwóch dziewczynkach rozpoczynających okres dojrzewania, o ich delikatnej przyjaźni oraz rozstaniu spowodowanym śmiercią jednej z nich. Nieśmiała, osierocona Unn, która niedawno przeprowadziła się z innej okolicy, gubi się w labiryncie zbudowanym przez zamarznięty wodospad – tytułowy pałac lodowy – by już nigdy z niego nie powrócić. Ciągłe wspominanie przyjaciółki powoduje, że Siss, z wesołej na co dzień dziewczynki, zmienia się w osobę coraz bardziej oddalającą się od otaczającego ją świata. Radość życia przywracają jej dopiero rówieśnicy. Mocny centralny symbol, pałac lodowy, posiadający zarówno symboliczne, jak i realne znaczenie, spina całą powieść, w której zawarte są najlepsze w całej twórczości Vesaasa elementy liryczne. „Jest to znowuż historia tragicznego wypadku. Ale widziana oczami jedenastoletniej dziewczynki nabiera specjalnego zabarwienia. Czarodziejski świat zamarzniętego wodospadu pokazany jest właściwie w oczach dwóch dziewczynek. Jedna z nich, Unn, ginie w «lodowym pałacu», druga, Siss, którą połączył z tamtą jeden tylko wieczór egzaltowanej przyjaźni, szukając zaginionej przyjaciółki, przeżywając ostro, jak tylko dziecko przeżywać może – jej utratę, odnajduje nowy wspaniały «pałac życia»”. To bardzo dobrze przyjęte przez krytykę dzieło zostało w rok po opublikowaniu wyróżnione cenioną Nagrodą Literacką Rady Nordyckiej. Otrzymaną przy tym nagrodę pieniężną Vesaas przeznaczył na potrzeby nowo ustanowionej Nagrody Debiutantów Tarjei Vesaasa, którą do dzisiaj wyróżniany jest najlepszy literacki debiut roku. W 1987 r. powieść została sfilmowana, jednak w Polsce obraz nie wszedł na ekrany.
Z 1966 r. pochodzi ostatnia powieść Vesaasa Bruene (Mosty). Torvil i Aud, dwójka dzieci dzielących wspólne idylliczne dzieciństwo, znajduje pewnego dnia w lesie zwłoki noworodka. Wkrótce poznają Valborg, matkę-morderczynię, i udzielają jej schronienia. Magiczny krąg porozumienia przerywa Torvil wyznając Valborg swe uczucie. Ostatecznie drogi trójki bohaterów rozchodzą się, każde z nich przerzuca symboliczny most ku dojrzałości.

### Nowele i poezja
Obok powieści Vesaasa szczególnie wysokim uznaniem wśród czytelników cieszyły się również jego cztery tomy nowel. Obecnie zaliczane są one nawet do kanonu literatury norweskiej. Krótki i zwięzły styl, epicko-liryczny sposób narracji, zwarta i skoncentrowana kompozycja, technika aluzji oraz powracający symboliczno-alegoryczny punkt kulminacyjny okazują się mieć w tych krótkich utworach epickich szczególne znaczenie. Wydany w 1952 r. tom Vindane (Wiatry) został wyróżniony nagrodą Premio Venezia dla najlepszej europejskiej książki roku. Jedynym zbiorem opowiadań, który ukazał się (w wyborze) w Polsce, jest Noveller i sammling (pod tytułem „Koń z Hogget”).
Vesaas zadebiutował jako poeta dopiero w wieku 49 lat. Po jego pierwszej, tradycyjnej, publikacji (w 1946 r.) – rok później zaskoczył swoich czytelników tomem Leiken og lynet (Igranie błyskawic), który charakteryzuje się modernistycznym językiem. Dość wyraźnie widać w nim wpływy Edith Södergran i niemieckiego ekspresjonizmu. Motywem, wokół którego krąży tematyka wielu wierszy Vesaasa, zarówno w tym, jak i w innych tomikach poezji, jest strach, który w okresie powojennym był odczuwany w sposób szczególny. Teksty takie jak Regn i Hiroshima (Deszcz w Hiroszimie) są uznawane w Norwegii za jedną z klasycznych lektur.

## Utwory opublikowane w języku polskim
- Ptaki, 1964 r. (Fuglane, 1957 r.)
- Nocne czuwanie, 1966 r. (Kimen, 1940 r.)
- Pałac lodowy, 1969 r. (Is-slottet, 1963 r.)
- Wielka gra, 1971 r. (Det store spelet, 1934 r.)
- Wiosenna noc, 1972 r. (Vårnatt, 1954 r.)
- Koń z Hogget, 1988 r. (Noveller i sammling, 1964 r.)
- Dom w ciemności, 2011 r. (Huset i mørkret, 1945 r.)